# Los pájaros de Baden-Baden
Los pájaros de Baden-Baden es una coproducción hispano-suiza, de drama romántico, estrenada en 1975, dirigida por Mario Camus y protagonizada en los papeles principales por Catherine Spaak, Frédéric de Pasquale y José Luis Alonso.
Se trata de una adaptación cinematográfica del relato corto homónimo del escritor español Ignacio Aldecoa publicado en 1965.
La película recibió los premios del Sindicato Nacional del Espectáculo al mejor guion, al mejor director y a la mejor música, consiguiendo el segundo lugar en el apartado de mejor película, siendo la ganadora Furtivos de 	José Luis Borau.

## Sinopsis
Durante un caluroso verano en la capital madrileña, Elisa, una joven de clase acomodada, aprovecha la calma en la ciudad y la ausencia de sus padres de vacaciones, para preparar su tesis doctoral. Con ese fin necesita los servicios de un fotógrafo que la ayude para ilustrar su trabajo. Para ello contrata a Pablo, un hombre separado, algo bohemio y solitario que vive con su hijo Andrés. A medida que van trabajando juntos empiezan a sentir una fuerte atracción mutua. Para ella, no es más que un romance veraniego pero para Pablo podría ser una historia de amor y de salvación.

## Reparto
- Catherine Spaak como Elisa
- Frédéric de Pasquale como Pablo
- José Luis Alonso como Andrés
- Carlos Larrañaga como Ricardo
- Alejandro de Enciso como Fernando
- Antonio Iranzo como Vicente
- Cándida Losada como Madre
- Andrés Mejuto como Tío David
- Concha Cuetos como Maritina
- Carlos Otero
- Teresa del Río
- Carmen de la Maza
- William Layton
- Eduardo Puceiro
- José Carlos Plaza
- Ariane Koizumi
- Pilar Gómez Ferrer
- Cristina Moreno
- Luisa Sala